# Język tseltal
Język tseltal, tzeltal – język z grupy tzeltalskiej z rodziny języków majańskich używany przez około 589 tys. osób z grupy etnicznej Tseltal w meksykańskim stanie Chiapas. Jest blisko spokrewniony z językiem tsotsil. Wyróżnia się dwie główne odmiany: tseltal bachajón (nizinny) i oxchuc (wyżynny).
W roku 1999 w ramach reformy ortograficznej języka tseltal, przeprowadzonej przez CELALI (Centro de Lengua, Arte y Literatura Indígena), wprowadzono preferowany zapis  „ts” zamiast dotychczasowego  „tz”, co pozwala na bardziej spójny zapis dźwięków tego języka, usuwając literę  „z”. Oznacza to, że również nazwa języka powinna być zapisywana od tej pory jako „tseltal”.